# Marek Dubs
Marek Dubs (ur. 1801, zm. 1874) – rabin lwowski, poseł na Sejm Krajowy Galicji I i II kadencji (1861–1869), fabrykant likierów.
Pochodził z zamożnej kupieckiej rodziny żydowskiej. W 1848 wszedł w skład Rady Miejskiej Lwowa. W 1861 został wybrany posłem do Sejmu Krajowego Galicji w III kurii obwodu Lwów, w okręgu wyborczym Miasto Lwów. W II kadencji złożył mandat przed III sesją w 1869. Podczas obrad parlamentarnych wielokrotnie występował z postulatami zniesienia ograniczeń praw ludności żydowskiej. Napisał książkę Historya rodu Synajskiego w Polsce.